# 黎颖
黎颖（1914年—），女，回族，直隶（今河北）丰润人，中华人民共和国政治人物，曾任山西省妇女联合会主任。